# FTAM
FTAM は開放型システム間相互接続 (OSI) のアプリケーション層のプロトコルの一種。File Transfer Access and Management の略。規格番号は ISO 8571 である。
FTAM は、FTPのようなファイル転送プロトコルとNFSのようなファイル共有プロトコルを1つのプロトコルとして実現しようとしたものである。RFC 1415 ではFTP-FTAM間のゲートウェイ仕様を規定している。
FTAM はインターネット上で広く使われることはなく、Server message block、NFS、Andrew File System などをモデルとしたファイル転送プロトコルが主役となっている。